# Ángel Caamaño
Ángel Caamaño (1861-1927) fue un escritor, dramaturgo, crítico taurino y periodista español.

## Biografía
Nació en Madrid el 10 de junio de 1861. Escritor dramático e individuo de la Asociación de la Prensa, fue redactor del Heraldo de Madrid, donde firmaba como «El Barquero», además de colaborador de varios periódicos taurinos y literarios, entre ellos La Lidia y El Gato Negro. Falleció el 4 de diciembre de 1927 y fue enterrado en la sacramental de Santa María.